# Aleixo Garcia
Aleixo Garcia (* im 15. Jahrhundert; † 1525; spanisch: Alejo García) war ein portugiesischer Seefahrer, der als erster Europäer das Inkareich auf dem Landweg erreichte. Er nahm 1515/1516 im Dienste der Krone von Kastilien unter dem Kommando von Juan Díaz de Solís als einfacher Matrose an der Erkundung des Río de la Plata teil. Auf der Rückreise nach Sevilla überlebte er vor der Insel Santa Catarina einen Schiffbruch. Er lebte acht Jahre unter den Einheimischen. 1524 stellte er eine Expedition vorwiegend von Indianern zusammen. Mit ihnen brach er in Richtung Peru mit seinen sagenhaften Reichtümern auf. Er starb Ende 1525 auf dem Rückweg in San Pedro de Ycuamandiyú am Paraguay, 100 km nördlich von Asunción. Aleixo Garcia war der erste Europäer, der noch vor Francisco Pizarro das Inkareich historisch belegtermaßen erreicht hat.

## Vorgeschichte
Es ist bekannt, dass Aleixo Garcia aus dem Alentejo (Portugal) stammte. Sein Geburtsdatum ist nicht bekannt. Wir kennen nur seine portugiesische Herkunft und seine Teilnahme als einfacher Matrose an der Expedition von Juan Díaz de Solís im Dienst von Kastilien.

### Expedition von Juan Díaz de Solís

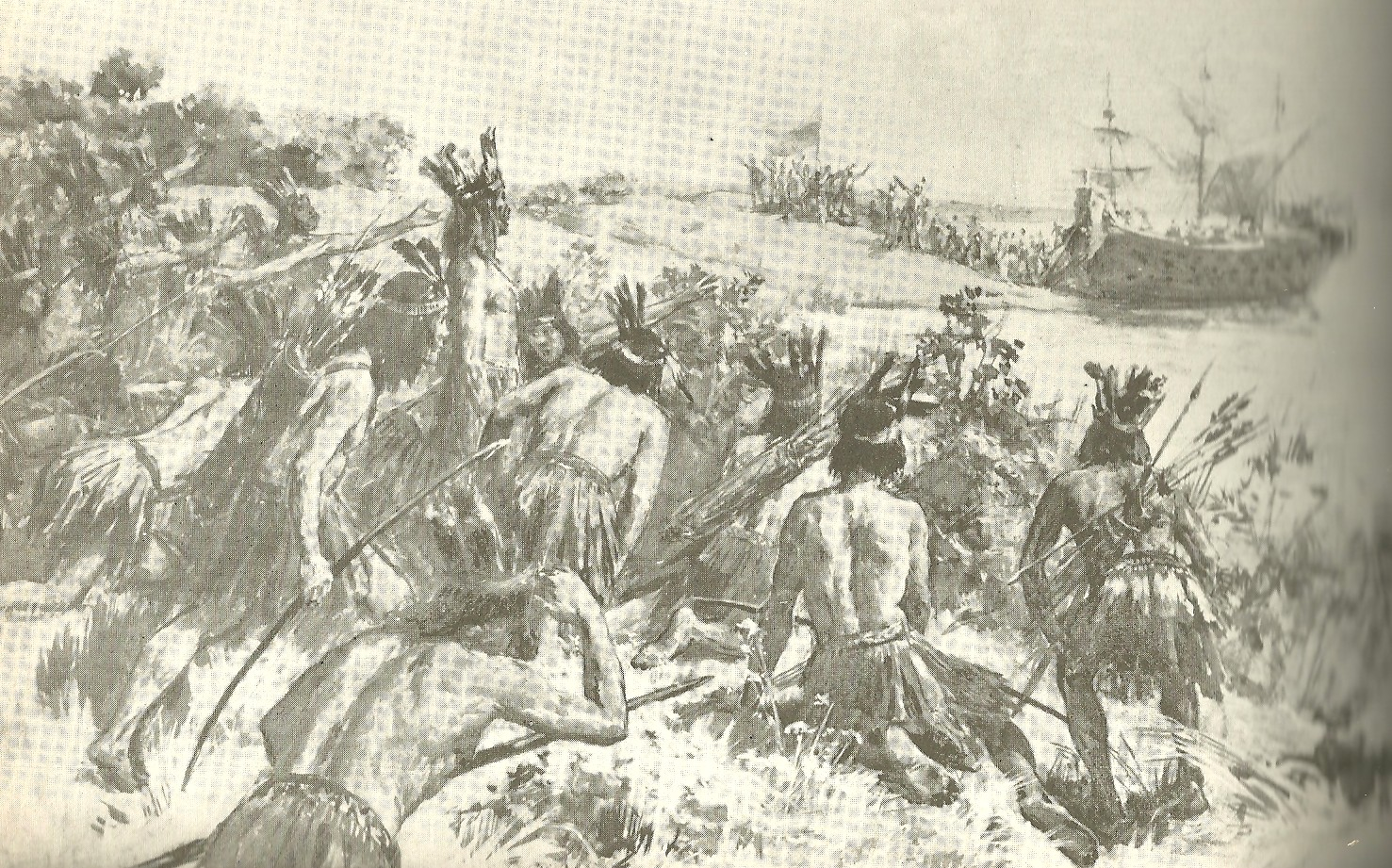
Descubrimiento del Río de la Plata

Er nahm an einer spanischen Expedition unter dem Kommando von Kapitän Juan Díaz de Solís teil. Diese sollte im Geheimauftrag der kastilischen Krone die Passage zum Pazifik erkunden. Sie lief mit drei Karavellen am 9. Oktober 1515 von Sanlúcar de Barrameda aus und erreichte im Februar 1516 die La-Plata-Mündung. De Solís gab ihr wegen ihres Süßwassers den Namen Mar Dulce. Bei der Erkundung wurde die Isla Martín García gegenüber der Mündung des Río Uruguay erstmals von Europäern entdeckt. Die Expedition scheiterte, als de Solís und sieben seiner Besatzungsmitglieder bei einem Erkundungsgang am Nordufer von Indianern getötet wurden. Rückkehrer erzählten, sie seien Zeugen geworden, wie ihre Leichen rituell verzehrt wurden.

### Schiffbruch vor Santa Catarina
Die Expedition kehrte unter dem Kommando von Francisco Torres nach Sevilla um. Im März oder April 1516 erlitt eine der drei Karavellen im portugiesischen Hoheitsbereich an einem Ort vor der Insel Santa Catarina, der später Porto dos Patos genannt wurde, Schiffbruch. Es überlebten 18 Männer, einschließlich Garcia. Die verbliebenen zwei Karavellen kamen am 14. Oktober 1515 nach Sevilla zurück.
Die Eingeborenen nahmen die Schiffbrüchigen gut auf. Elf der Männer blieben dort. Von ihnen sind außer Aleixo Garcia acht weitere namentlich bekannt: Francisco Chavez, Gonçalo da Costa, Francisco Fernandes, Henrique Montes, Francisco Pacheco, Duarte Pérez, Melchor Ramírez und Fulano Sedeño.
Die sieben anderen gingen zu Fuß entlang der Küste nach Norden. Sie wurden von der Expedition des Portugiesen Cristóvão Jacques Ende 1516 gefangen genommen und später von der kastilischen Krone gegen eine Gruppe von zwölf Portugiesen ausgetauscht, die in der Karibik in Gefangenschaft waren (unter ihnen Estevão Fróis, der 1512–1514 zusammen mit João de Lisboa das Mündungsgebiet des Rio de la Plata noch vor de Solís erkundet hatte). Zu dieser Zeit kämpften Kastilier und Portugiesen um die Kontrolle der Küsten und um die besten Handelsverträge.

## Guaranís und Inkas

### Guaraní-Invasionen des Inkareichs vor Ankunft der Europäer
Vor der spanischen Eroberung Perus versuchten Guaraní-Stämme mehrfach, in das Inkareich einzuwandern. Dem Inca Garcilaso de la Vega zufolge geschah das erstmals im letzten Jahr der Herrschaft von Túpac Yupanqui (regierte 1471 bis 1493), was sich wahrscheinlich aber auf seinen Vater und Vorgänger Pachacútec Yupanqui (regierte 1438 bis 1471) bezieht. Nach dieser ersten Invasion bekämpfte Túpac Yupanqui die Eindringlinge nach Darstellung des Inca Garcilaso zwei Jahre lang erfolglos. Der einheimische Chronist Juan de Santa Cruz Pachacuti Yamqui Salcamaygua schreibt in der ersten Hälfte des 17. Jahrhunderts, dass ein Aimara-General sich über die Verbannung beschwerte, als er die Guaranís im Urwald bekämpfen sollte. Die zweite Invasion ereignete sich gemäß Aussagen von Guaranís gegenüber Álvar Núñez Cabeza de Vaca zwischen 1513 und 1518. Die dritte Invasion fand nach Aussagen eines Guanaes zwischen 1519 und 1523 statt, der von den Guaranís in Itati gefangen genommen wurde und mit Domingo Martínez de Irala sprach. Unabhängig von den genauen Daten dürften die zweite und die dritte Guaraní-Invasion in den letzten Jahren der Herrschaft von Huayna Cápac (regierte 1493 bis 1527) kurz vor der Ankunft der Spanier stattgefunden haben.
Huayna Capac begann um 1500 mit der Besiedlung der Ebenen nahe dem Fundort Grigotá im heutigen Santa Cruz de la Sierra im Osten Boliviens. Der Angriff auf Samayta fand 1526 statt, ebenso wie ein Überfall auf die Guapay-Grenze. Der Inka hielt sich in Ecuador auf, als zwischen 1520 und 1525 mehrere Invasionen stattfanden. Allerdings sagt nur der Chronist Rui Díaz de Guzmán, dass Garcia an diesen teilnahm. Der peruanische Historiker José Antonio del Busto sagt, dass Aleixo Garcia 1520 in Charcas (das heutigen Sucre) einfiel, und dass als Reaktion 1522 General Apo Yasca (oder Yazca) geschickt wurde. Dies kollidiert jedoch mit den traditionellen Daten, die seine Expedition auf die Jahre zwischen 1521 und 1526 festlegen. Erst im Jahr 1525 erreichte Garcia das Gebiet der Inka. Anscheinend gelang es den Inka zwischen 1525 und 1530, die Ordnung an ihrer Grenze wiederherzustellen.

### Frühe Handelsbeziehungen
Im Gegensatz zu dem, was nördlich von Cuzco geschah, wo die Inkas nie über den Bergwald hinaus expandierten, besiedelten sie in der Region von Apolo bis Ixiamas, der Guapay- oder Grigotá-Ebene und der Ebene zwischen dem Guapay und dem Pilcomayo Dschungelgebiet. Dies brachte sie in Kontakt mit den Guaranís. Diese nun begannen, in Gebiete des Inkareichs einzudringen. Sie wollten sich Metall beschaffen, das sie dann mit anderen Stämmen tauschten. Dafür hatten sie ein Netzwerk geschaffen, das bis zum Atlantik reichte. Möglicherweise begannen die Guaranís schon im 13. Jahrhundert, in diese Gebiete einzudringen. Um sich zu verteidigen, ließen die Cuzqueños ein Netz von vierzig oder fünfzig Forts rund um Cochabamba bauen, ihren eigenen Limes.

### Raubzüge
Während eines Besuchs in Charcas war Huayna Capac in Pocona (Departamento Cochabamba), um die von seinem Vater erbaute Festung Incallaqta reparieren zu lassen. Der Chronist Bartolomé Arzáns de Orsúa y Vela aus Potosí schrieb Anfang des 18. Jahrhunderts eine Historia de la villa imperial de Potosí. Er berichtet, dass die Chiriguanos bis in den Vorort Cantumarca von Potosí am Fuß des Cerro Rico kamen und alles auf ihrem Weg zerstörten. Chiriguanos war die Bezeichnung der Inkas für die Guaraní, wobei dieser abfällige Spitzname in Quechua „kalter Kot“ bedeutet. Huayna Capac persönlich erschien mit einem großen Heer in Tarapaya, von dort schickte er einen seiner Söhne mit 4.000 Soldaten nach Cantumarca, aber die Invasoren warteten mit 3.000 Kriegern auf sie und besiegten sie. Zweihundert Inkas starben. Der Rest floh zusammen mit dem Inka. Dann stellte sich der Inka mit dem Rest seiner Truppen den Guaranís entgegen. Er tötete 6.000 von ihnen und vertrieb den Rest in die Berge der Charcas. Der Inka zog siegreich in Cantumarca ein und wurde vom Volk mit Akklamationen und Feiern empfangen.

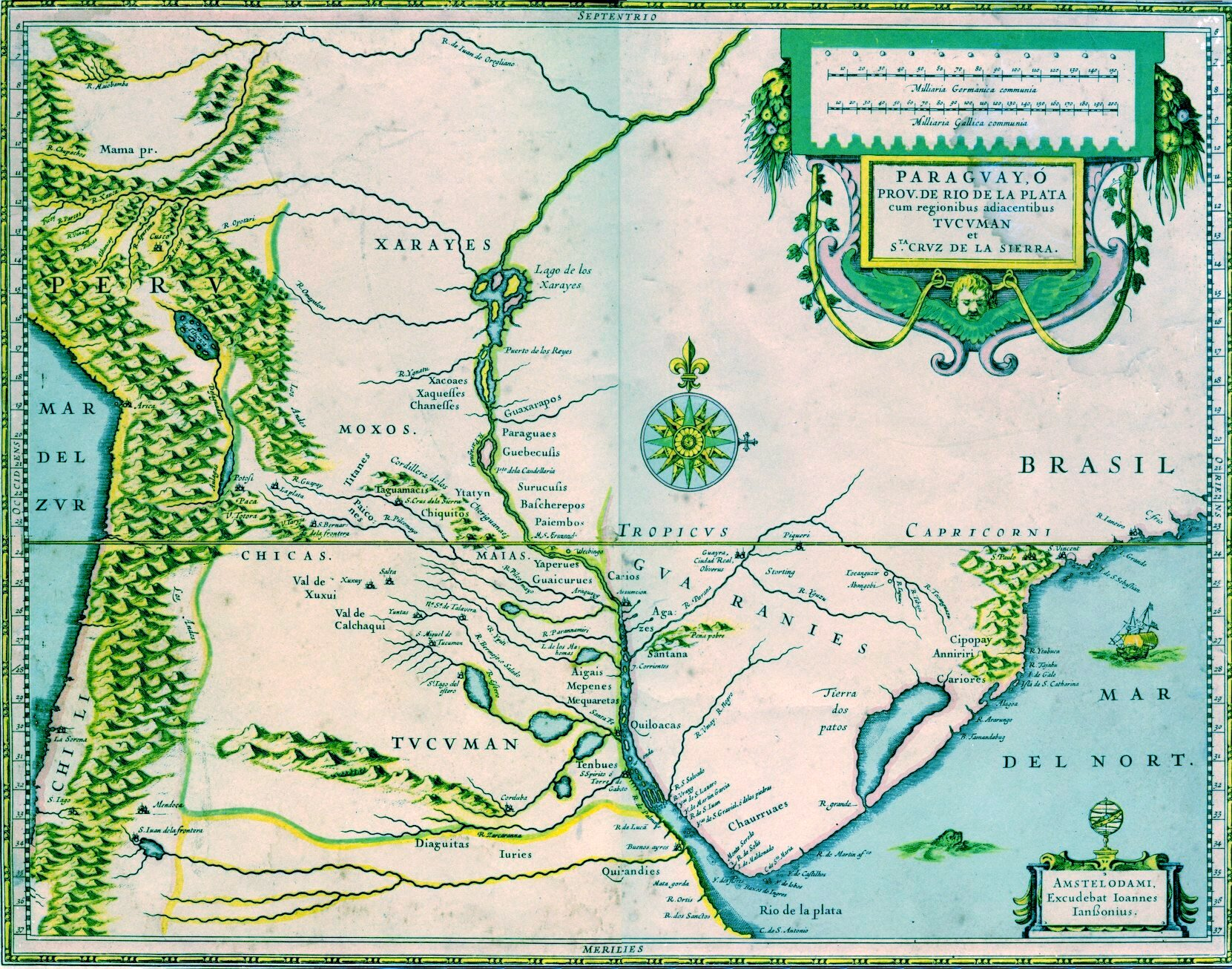
Provinz Rio de la Plata um 1600

### Erste Grenzsicherung
Nach der Relación verdadera (Wahrer Bericht) del asiento de Santa Cruz de la Sierra des spanischen Forschers Marcos Jiménez de la Espada von Ende des 19. Jahrhunderts beschloss der Inka, die Ebenen von Grigotá (wo sich heute Santa Cruz de la Sierra befindet) zu erobern und baute die Festung von Samaipata. Dieser Bau wurde von einem „Verwandten“ des Inka namens Guacane geleitet (der seinen Bruder Condori als Geisel in Cuzco zurückließ), wenn wir der Relación Cierta (Wahrer Bericht) des Priesters Diego Felipe de Alcaya glauben. Die Inkas hätten weitere Befestigungen in Pocona, Montepuco (bei Pojo), Cuscotoro, Incahuasi, Oroncota, Esquila, Escapana, Taraya, Cóndor Huasi und an den Ufern des Parapetí errichtet. Sie richteten auch eine Silbermine in Saipurú ein, aus der 5.000 Mitmaq (Zwangsumsiedler) unter Leitung von Guacane Silber fördern sollten. Sie begannen auch, Tribut in Form von Mais einzutreiben, um die Menschen zu versorgen, die Mita (Zwangsarbeit) leisten mussten.

### Massaker von Cuscotuyo
Einige Jahre nach dem Besuch des Inka in Pocona stellten die Chiriguanos drei Heere gegen die Region auf: 5.000 Mann gingen nach Grigotá, 1.000 blieben in Itatíns (dem heutigen Mato Grosso do Sul) und 1.000 marschierten gegen den Mango-Inka (Manco Capac). Von letzteren kehrten nur wenige zurück. Der Feldzug schien eine Reaktion auf den Bau von Grenzfestungen und die Rekrutierung von Zwangsumsiedlern zu sein, die der Inka zur Besiedlung der neu-eroberten Moxos-Ebene benötigte. Die Quellen deuten darauf hin, dass sie aus Itatíns stammen. Huayna Capac kämpfte gerade gegen die Cayambis von Pichincha (im heutigen Ecuador), als er von den ersten Zusammenstößen erfuhr. Er lagerte in Quito, als man ihm die Nachricht brachte, dass die Besatzung der Festung Cuscotuyo an der Ostgrenze des Inkareichs massakriert worden sei. Auch Samaita würde durch die Schwächung der Anden-Garnisonen fallen; Guacane und Condori seien gefangen genommen. Die Eindringlinge hätten Lucurmayo besiegt und getötet, den Adligen aus Cuzco, der geschickt wurde, um sie aufzuhalten. Grigotá, ein mit Cuzco verbündeter lokaler Häuptling, nahm überraschend 200 der Angreifer gefangen, während sie ihren Sieg feierten. Er schickte sie in die Hauptstadt, wo der Inka sie hinrichten ließ, indem sie den Elementen ausgesetzt wurden. Daher kommt der Name Chiriguano, was von der Kälte getötet heißt.

### Bekämpfung der letzten Guaraní-Invasionen
General Apo Yasca wurde mit 20.000 Soldaten von Chinchaysuyo (dem Nordteil des Inkareichs) aus in Marsch gesetzt. Während er den Collao (nahe dem Titicacasee) passierte, rekrutierte er weitere Männer, um die Festungen an der Grenze zum Gran Chaco zu befestigen. Der spanische Chronist Miguel Cabello Balboa weist in der zweiten Hälfte des 16. Jahrhunderts darauf hin, dass der Inka in Wirklichkeit die Unterwerfung der Chiriguanos und Moxos plante. In Cuzco hätte er Verstärkung von General Ilaquita und Auqui (Erbprinz) Túpac Amaro erhalten. Denn das Chaos, in dem Charcas versunken war, drohte sich bis zum Collao auszuweiten. Der General machte einige Gefangene, die er dem Inka schickte, und baute einige Festungen wieder auf. Es gibt aber keine sichere Kenntnis über den Ausgang der Kämpfe. Die Guaraní gründeten schließlich den Stamm der Pauserna auf dem Gebiet des heutigen Departements Santa Cruz. Der sagenhafte Reichtum hatte die Guaranís zu diesen Plünderungsexpeditionen verleitet, die katastrophal endeten. Die Überlebenden gaben die Geschichten an die Europäer weiter.
Südlich des Guapay hatten die lokalen Häuptlinge schon lange vor der Eroberung durch die Inkas Verteidigungsanlagen gegen die Indianer des Gran Chaco errichtet. Der Inka kam mit Heerscharen von Bogenschützen aus den Völkern der Mojeños und der Antis. Nach der Niederlage der in Oroncota verschanzten Einheimischen nahmen viele Häuptlinge die Sitten der inkaischen Eroberer an und sahen in der neuen Macht eine Unterstützung gegen die Invasionen. Um das Gebiet zu sichern, ließ der Inka Menschen aus dem Collao und dem Condesuyo ansiedeln.
In den Grenzgebieten zwischen dem Pilcomayo und Tucumán errichteten die Inkas ein weiteres Netz von Festungen, um die Überfälle der Guaranís zu stoppen, die vom Pilcomayo und Bermejo kamen. Im letzten Drittel des 16. Jahrhunderts wurden die von Cuzco entsandten Siedler von den Chiriguanos und durch die Gründung von Tarija (1574) verdrängt.

## Expedition Aleixo Garcias nach Charcas

### Acht Jahre an der Küste von Santa Catarina
Aleixo Garcia war 1516 auf der Rückreise von der Rio-de-la-Plata-Expedition des Juan Díaz de Solís auf der Insel Santa Catarina (heute Teil des Munizips Florianópolis) gestrandet. Er lebte dort acht Jahre bei den Eingeborenen. Dabei lernte er Guaraní. Er vernahm die Geschichten über den weißen König und die Silberberge. Gerüchte über den Reichtum des Inka-Reiches hatten sich bis zu den Guaranís an der Küste verbreitet. Sie erzählten von einem der Sonne geweihten Tempel, der größer als jedes andere Gebäude auf der Erde sei. Von einer uneinnehmbaren Festung als Hauptstadt. Von reich geschmückten Palästen und von unvergleichlichem Reichtum an Gold und Silber im Innern der Erde. Dies ist möglicherweise auch der Kern der Sage von der Ciudad de los Césares. Diese Erzählungen hatten sich auch im Orinoco-Becken, an der brasilianischen Küste, am Amazonas, im Gran Chaco, am Río de la Plata und in Mittelamerika ausgebreitet.

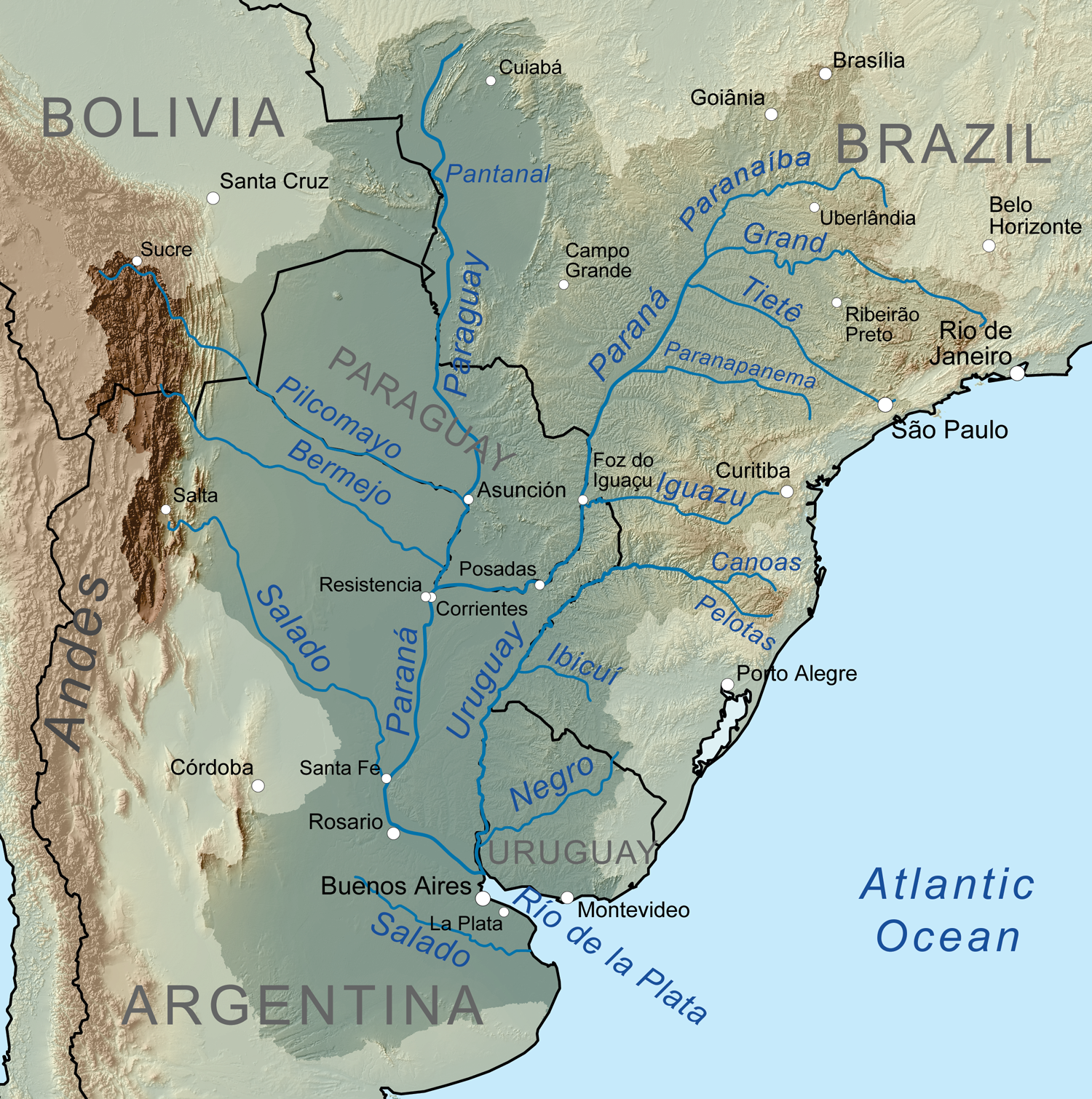
La-Plata-Region

### Marsch nach Asunción
Aleixo Garcia stellte eine Expedition zusammen, die aus einer Handvoll ebenfalls gestrandeter Europäer und einigen hundert Carijó-Indianern aus dem Volk der Guaranís bestand. Die Expedition brach im Jahr 1524 von der Insel Santa Catarina auf, um auf dem Peabiru-Weg in das sagenhaft reiche Land zu kommen und Gold, Silber und Zinn zu plündern. Unterwegs schlossen sich ihr weitere Guaranís an, so dass sie bei der Ankunft am Rio Paraguay aus etwa 2.000 Personen bestand. Darunter befanden sich nicht nur Männer, sondern auch Frauen und Kinder, sogar ein Söhnchen von Aleixo Garcia gleichen Namen sei dabei gewesen. Die Expedition brauchte vier Monate bis zu dem Ort, an dem sich heute die Stadt Asunción in Paraguay befindet. Dies war mehr als ein Jahrzehnt früher als Núñez Cabeza de Vaca. Deshalb gilt Aleixo Garcia als der Entdecker Paraguays. Im Widerspruch dazu wird auch die Meinung vertreten, dass Aleixo Garcia von Porto dos Patos aus der Küste nach Süden folgte und 1521 zum Rio de Solis oder dem Mar Dulce, den heutigen Rio de la Plata, kam. In diesem Jahr sei er zusammen mit einem Mulatten und vier Europäern stromaufwärts bis zur Carcarañá-Mündung gezogen (wo Sebastian Caboto 1527 das Fort Sancti Spiritu gründete, nördlich von Rosário) und wäre vier Jahre später in Asunción angelangt.

### Raubzug nach Sucre
Er verließ 1525 Paraguay von San Fernando oder Paray aus, durchquerte den Gran Chaco und drang in das Gebiet der Inkas bis in die Nähe von Tomina ein, möglicherweise den Pilcomayo-Fluss hinauf. Sein einheimischer Begleiter war der Paiaguá-Kazike Guaiani. Der Heereszug erreichte nach eineinhalb Jahren Sucre an der südlichen Grenze des Inkareichs, 150 km von Potosí mit seinem sagenhaften Silberberg entfernt. Das war noch in der Regierungszeit von Huayna Capac, sieben Jahre vor der spanischen Invasion des Inkareichs unter Führung von Francisco Pizzarro im Jahr 1532. Sie griffen die Grenzfestungen der Inkas an. Sie plünderten Mizque, Presto, Tarabuco und die Chicha-Dörfer, aber es gelang ihnen nicht, die wichtigsten (Samaipata und Incallacta) einzunehmen. Sie massakrierten alle, die sie fanden, und als sie von den Truppen der Inkas in großer Zahl gestellt wurden, traten sie den Rückzug an. Es wurde auch berichtet, dass es ihnen gelang, 10.000 Inka-Soldaten unter dem Kommando von Yasca zu besiegen, bevor sie sich zurückzogen. Aufgrund dieser Expedition gilt Garcia als der Entdecker von Sucre.

### Tod am Paraguay
Garcia starb Ende desselben Jahres 1525, als er mit der Beute und Chiquitano- und Chanés-Gefangenen zurückkehrte. Zu den Umständen seines Todes gibt es unterschiedliche Berichte. Metreaux schreibt, er sei von Chako-Guaycurúes angegriffen worden, die gewöhnlich als Payaguaes bezeichnet werden. Dick Edgar Ibarra Grasso argumentiert, dass er und seine Begleiter sich am Ende wegen des Schatzes gegenseitig umgebracht haben könnten. Konkreter schreibt schon der Chronist des Jesuitenordens in Paraguay José Guevara (1709–1806) anhand der Aufzeichnungen seines Vorgängers Pedro Lozano, dass es die Guaraní-Teilnehmer von Garcias Beutezug waren, die ihn und seine europäischen Begleiter umbrachten, um in den Besitz der vollständigen Beute zu gelangen. Sie hätten nur seinen kleinen Sohn verschont. Lozano (1697–1752) hatte als Missionar und Ethnograf die Erzählungen von Guaranís in Paraná dokumentiert.

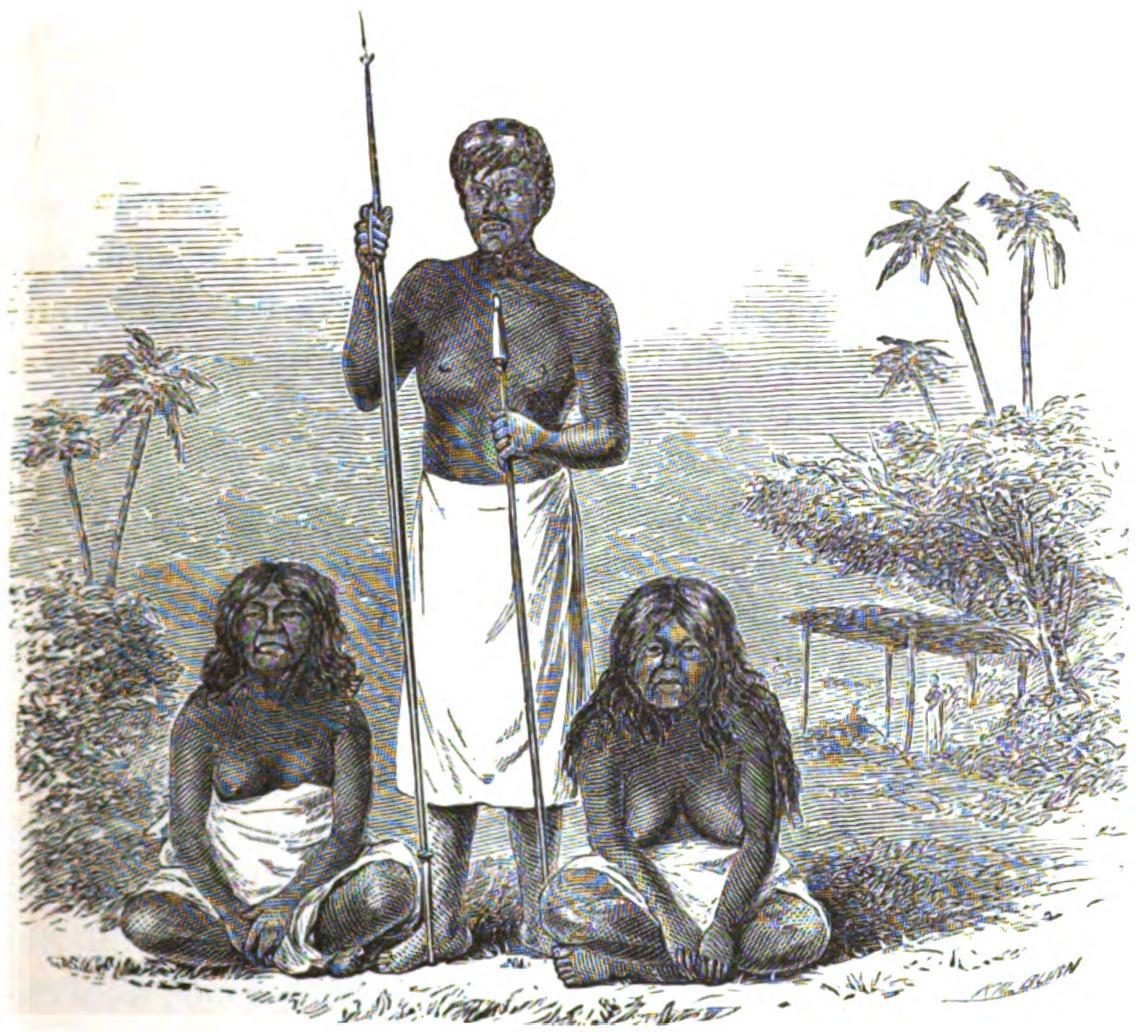
Die letzten Payaguaes (aus: The History of Paraguay von Charles Ames Washburn, 1871)

Vermutlich haben sich diese Ereignisse im Gebiet des Kaziken Guacane zugetragen. Einigen der Guaranís gelang es, mit Proben der Edelmetalle nach Porto dos Patos zurückzukehren. Dies löste weitere Erkundungs- und Eroberungsexpeditionen aus. Viele der Guaranís blieben aber in den Bergen und kämpften gegen die Inkas. Offenbar wurden sie zwei oder drei Jahre später endgültig besiegt.
Die Nachricht von ihrer Heldentat erreichte die Küste, wo zwei Überlebende der Expedition 1526 Rodrigo de Acuña von der Flotte des Jofre García de Loaysa und des Sebastián Caboto davon berichteten. Die Geschichten beeinflussten Cabotos Entscheidung, den Río de la Plata zu befahren, um die Sierra de la Plata und die Gebiete des Weißen Königs zu erforschen; diese Namen spielten zweifellos auf das Peru der Inkas an, die Region, aus der die Metalle stammten, die die Indianer der von Aleixo Garcia heimgesuchten Gebiete besaßen.

## Nachwirkungen

### Weg zu den Schätzen der Inka
Die von Aleixo Garcia erkundete Route entlang des Peabirú-Wegs und des Flusslaufs des Pilcomayo wurde später häufig genutzt. Viele Guaranís fühlten sich zur Migration ermutigt. Martim Afonso de Sousa (der die Stadt São Vicente im Staat São Paulo gründete), Álvar Núñez Cabeza de Vaca (im Jahr 1541) und Ulrich Schmidl (im Jahr 1553) durchschritten sie. Ebenso drangen Bandeirantes aus São Paulo über diese Wege ins Landesinnere ein, um Edelmetalle, Diamanten und Sklaven zu suchen. Die Jesuiten benutzten diese Wege, als sie die Reduktionen zur Missionierung und zum Schutz von Guaranís errichteten.
In den folgenden Jahrzehnten unternahmen die Spanier weitere Expeditionen durch den Gran Chaco nach Oberperu: Domingo Martínez de Irala mit 250 Spaniern und 2.500 Guaranís im Jahr 1543, und Ñuflo de Chávez mit 150 Spaniern und 1.500 Guaranís in den Jahren 1556–1558 und mit 2.000 bis 3.000 Indianern im Jahr 1564. Als Ergebnis dieser Wanderungen unterwarfen die Neuankömmlinge die friedlichen Chanés, ein Arawak-sprechendes Volk, das ihnen zahlenmäßig weit überlegen war.

### Weg in dasLand ohne Böses
Der Glaube an das Yvy mará'ey, „Land ohne Böses“, erzeugte in der Zeit von 1530 bis 1612 große Migrationen von Tupi- und Guaraní-Stämmen, die von der brasilianischen Küste vor den Portugiesen ins Landesinnere flohen.

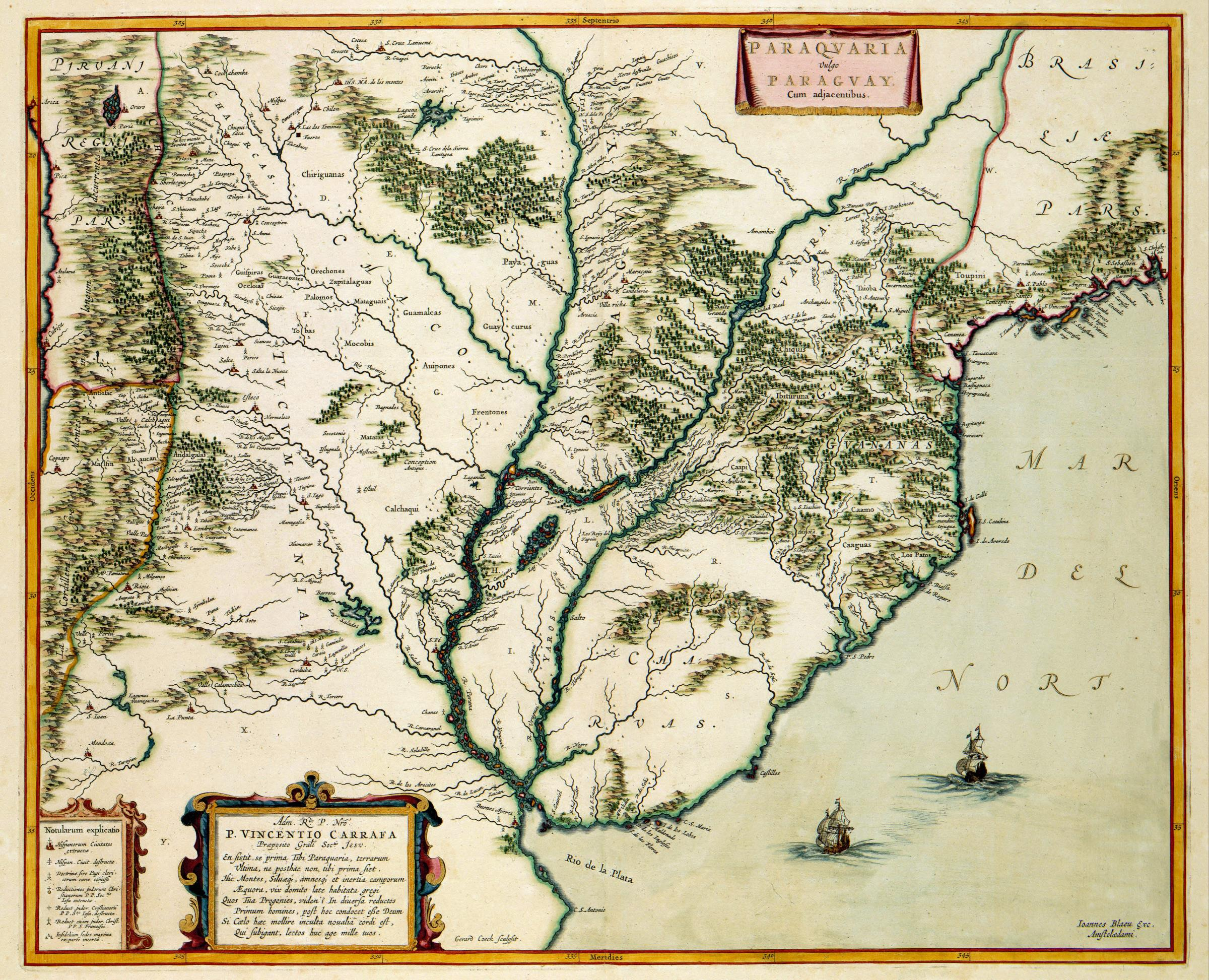
Brasilien von Rio de Janeiro bis zum Rio de la Plata und zum Paraguay, Karte von Joan Blaeu 1662

Um 1530 machten sich gemäß Studien des Schweizer Anthropologen Alfred Métraux die Tupinambás aus 84 Dörfern in Pernambuco auf den Weg. Ihre Dörfer ließen sie leer zurück, da sie alle Männer, Frauen, Kinder und Alten mitsamt dem Hab und Gut mitnahmen, das sie tragen konnten. Laut dem Bericht Nuevo Descubrimiento del gran río del Amazonas (Neuentdeckung des großen Flusses Amazonas) des Jesuiten Cristóbal de Acuña traten 60.000 Tupinambás den Marsch an. Ihre Reise war langwierig, weil sie sich gegen feindliche Stämme wehren und regelmäßig monatelange Pausen einlegen mussten, um Getreide anzubauen und zu ernten. Sie fuhren auf dem São Francisco landeinwärts in die Ebene im Norden von Mato Grosso und folgten dann den Quellen der Flüsse, die nach Süden zum Paraná und La Plata fließen, bis zum Ursprung des Madeira. Dort trafen sie auf spanische Siedler, mit denen sie eine Zeit lang zusammenlebten. Schließlich folgten sie dem Lauf des Madeira bis zu seiner Mündung in den Amazonas und ließen sich endgültig auf der Amazonasinsel Tupinambarana (zwischen Manaos und Santarem) nieder. Die vorherigen Bewohner wurden von ihnen vertrieben oder unterworfen. Die Reise hatte 50 bis 60 Jahre gedauert und sich über 5.600 km erstreckt. Dort wurden sie 1612 von dem Entdecker Pedro Teixeira angetroffen.
1540 verließen 10 000 Tupinambás Pernambuco in dieses „irdische Paradies“, nur 300 kamen 1549 in Peru an. Hier wurden sie gefangen genommen und interniert.
1553 erteilte der Generalgouverneur von Brasilien Duarte da Costa den portugiesischen Siedlern die Erlaubnis, die Einheimischen zu versklaven und ihr Land in Besitz zu nehmen. Ein weiteres starkes Motiv waren die Pockenepidemien. Infolgedessen wanderten 132.000 Tupiniquimes von der bahianischen Küste nach Westen und zwangen ihre Verwandten, die Tupinambás, Schutz im Dschungel zu suchen.
Die Migranten stießen in der Folge mit den Andenvölkern zusammen, in diesem Fall mit den Inkas von Vilcabamba, die 1553 oder 1554 in einer großen Schlacht von 8.000 Guaranís besiegt wurden. In der Folge ließen sich die Urwaldindianer an den Osthängen der Anden nieder.